# Albina Buckfast
Albina Buckfast este un hibrid obținut prin diferite încrucișări ale subspeciilor de albine melifere europene (Apis mellifera). Hibridul a fost obținut de "Fratele Adam" (un călugăr născut în Germania în 1898, pe numele său de mirean Karl Kehrle), care avea în grijă stupina de la mănăstirea Buckfast.